# Isidella elongata
Espèce
Synonymes
- Acanella giglioti Cecchini, 1914[1]
- Acanella mediterranea Cecchini, 1914[1]
- Isis neapolitana Koch, 1887[1]

Statut de conservation UICN

 CR Méditerranée A2bc+4bc : 
En danger critique
Isidella elongata est une espèce de gorgones (« coraux cornés ») de la famille des Isididae (les « coraux bambous ») de grande taille (pouvant atteindre 50 cm) et de couleur blanche. 

## Habitat et répartition
Cette espèce est principalement présente en Méditerranée, notamment dans son bassin occidental. Elle vit sur les fonds de vases à structure rigide des plaines bathyales (ou Talus continental, entre 200 et 1 000 m de profondeur), bien qu'on puisse l'observer à des profondeurs moindres.
Elle serait avec Acanella arbuscula et Acanella furcata, l'une des trois seules espèces de coraux bambous de Méditerranée. 

## Menaces et mesures de gestion
Cette espèce est en danger critique d'extinction en Méditerranée. Les fonds de vase rigide à Isidella elongata sont des milieux riches pour les ressources halieutiques. Le chalutage de fond est la première menace qui pèse sur cet habitat,.
Les fonds à Isidella sont identifiés dans le cadre de plusieurs démarches internationales :
- Ils constituent des écosystèmes marins vulnérables.
- La Commission générale des pêches pour la Méditerranée les considère comme habitat sensible[7].

- Ils figurent également sur la liste de référence des types d'habitat marins pour identifier les sites d’intérêt pour la conservation de la convention de Barcelone[8] et sont mentionnés à ce titre dans le plan d'action pour les habitats obscurs[9] défini dans le cadre Plan d’action pour la Méditerranée du Programme des Nations unies pour l’environnement.